# Selepa rhythmopis
Selepa rhythmopis är en fjärilsart som beskrevs av Turner 1902. Selepa rhythmopis ingår i släktet Selepa och familjen trågspinnare. Inga underarter finns listade i Catalogue of Life.